# 2007-es Nickelodeon Kids’ Choice Awards
Ez a huszadik Nickelodeon Kids’ Choice Awards. amelyet 2007. március 31-én rendeztek Pauley Pavilion, Los Angeles, Kaliforniában.

## Fellépők
- Drake Bell - Hollywood Girl
- Maroon 5 - Makes Me Wonder
- Gwen Stefani és Akon - The Sweet Escape

## Győztesek és jelöltek

### Kedvenc filmszínész
- Adam Sandler - Távkapcs
- Jack Black - Nacho Libre
- Johnny Depp - A Karib-tenger kalózai: Holtak kincse
- Will Smith - A boldogság nyomában

### Kedvenc filmszínésznő
- Dakota Fanning - Malac a pácban
- Halle Berry - X-Men: Az ellenállás vége
- Keira Knightley - A Karib-tenger kalózai: Holtak kincse
- Sarah Jessica Parker - Anyám nyakán

### Kedvenc film
- A Karib-tenger kalózai: Holtak kincse
- Gagyi mami 2.
- Távkapcs
- Éjszaka a múzeumban

### Kedvenc animációs film
- Táncoló talpak
- Verdák
- Jégkorszak 2. – Az olvadás
- Túl a sövényen

### Kedvenc hang egy animációs filmből
- Queen Latifah - Jégkorszak 2. – Az olvadás
- Ashton Kutcher - Nagyon vadon
- Julia Roberts - Hangya boy
- Bruce Willis - Túl a sövényen

### Kedvenc Tv színész
- Drake Bell - Drake és Josh
- Jason Lee - A nevem Earl
- Charlie Sheen - Két pasi – meg egy kicsi
- Cole Sprouse - Zack és Cody élete

### Kedvenc Tv színésznő
- Miley Cyrus - Hannah Montana
- Emma Roberts - Tökéletlenek
- Jamie Lynn Spears - Zoey 101
- Raven-Symoné - That’s So Raven

### Kedvenc Tv show
- American Idol
- Drake és Josh
- Fear Factor
- Zack és Cody élete

### Kedvenc rajzfilm
- SpongyaBob Kockanadrág
- Jimmy Neutron kalandjai
- Tündéri keresztszülők
- A Simpson család

### Kedvenc sportoló
- Shaquille O’Neal
- Alex Rodriguez
- LeBron James
- Tiger Woods

### Kedvenc együttes
- The Black Eyed Peas
- Fall Out Boy
- Nickelback
- Red Hot Chili Peppers

### Kedvenc férfi énekes
- Justin Timberlake
- Chris Brown
- Jesse McCartney
- Sean Paul

### Kedvenc női énekes
- Beyoncé Knowles
- Christina Aguilera
- Ciara
- Jessica Simpson

### Kedvenc dal
- Beyoncé Knowles - Irreplaceable
- Daniel Powter - Bad Day
- Gnarls Barkley - Crazy
- Shakira és Wyclef Jean - Hips Don't Lie

### Kedvenc videó játék
- SpongeBob SquarePants: Creature from the Krusty Krab
- Madden NFL 07
- New Super Mario Bros.
- Mario Kart DS

### Kedvenc könyv
- Harry Potter
- A skacok meg a kukacok
- Island of the Blue Dolphins
- A balszerencse áradása

### Környezetvédő híresség
- Emma Roberts

### Wannabe díjas
- Ben Stiller

## Nyálkás hírességek
- Justin Timberlake
- Jackie Chan
- Chris Tucker
- Mandy Moore
- Tobey Maguire
- Steve Carell
- Nicole Kidman
- Vince Vaughn

## Fordítás
- Ez a szócikk részben vagy egészben  a(z)   2007 Kids' Choice Awards című angol Wikipédia-szócikk ezen változatának fordításán alapul.  Az eredeti cikk szerkesztőit annak laptörténete sorolja fel. Ez a jelzés csupán a megfogalmazás eredetét és a szerzői jogokat jelzi, nem szolgál a cikkben szereplő információk forrásmegjelöléseként.